# Oscar Massy
Pour les articles homonymes, voir Massy.
Pardoux Charles Oscar Massy, baron de Massy, né le 25 novembre 1810 à Paris et mort le 10 août 1862 à Grenoble, est un haut fonctionnaire, préfet des Hautes-Pyrénées et préfet de l'Isère.

## Biographie
Oscar Massy est le fils de Bertrand Massy qui participa aux principales campagnes militaires de la Révolution et de l'Empire. Son père est tué à la bataille de la Moskova alors qu'il n'a que deux ans. Il héritera du titre de Chevalier de l'Empire et sera nommé Baron de l'Empire par l'Empereur en 1813 ; il n'a que trois ans.
Après des études de Droit à Paris, il entre dans l'administration en 1838. Il fut successivement sous-préfet de Largentière en 1838, d'Ambert en 1839 et de Ruffec.

## L’affaire de Lourdes
Il est nommé préfet des Hautes-Pyrénées en 1849 sous la Seconde République. En poste à Tarbes, il doit faire face aux remous causés par les apparitions mariales de Lourdes. Henri Lasserre énonce à son propos qu'« il faisait profession de croire, en bon chrétien, aux miracles rapportés par les Évangiles et par les Actes des Apôtres », mais qu'il n'y croyait pas du tout, en bon néo républicain franc-maçon dans les temps postérieurs. Il craint que ce « fatras de superstitions » ne déconsidère la « vraie » religion et incite l'évêque à se prononcer : « ceci est de votre ressort », lui disait-il, « prenez-en main cette affaire ». Le ministre de l'instruction publique et des cultes, Hippolyte Fortoul donne des consignes subtilement vagues afin de ménager toutes les opinions des Ultramontains et des Gallicans.

« Dommage en vérité! Le baron Massy fort honnête homme, promenant sous Napoléon III une tête débonnaire de style Louis-Philippe eut été bien aise de connaître les moyens pacifiques qui lui eussent permis de détourner insensiblement l'attention de ces foules dont les rassemblements de plus en plus compact au confluent du canal de Savy et du gave de Pau, lui donnaient de si graves soucis. »

Le préfet Massy reçoit de ses opposants le surnom de : l'homme assis, un jeu de mots sur O Massy. L'auteur initial du jeu de mots serait le curé-doyen Peyramale.

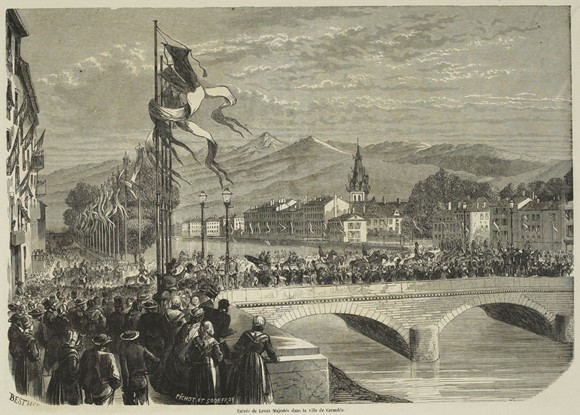
Visite de Napoléon III à Grenoble le 6 septembre 1860. Passage sur le pont Créqui en direction de la Préfecture

Il fait fermer l'entrée de la grotte pour éviter les désordres et les mouvements de foule, et devient dès lors le bouc émissaire du clergé. Pour apaiser les esprits et satisfaire l'Impératrice Eugénie, l'Empereur demande la mutation du préfet Massy et son remplacement par Etienne Henri Garnier jugé plus pertinent à ce poste. 
Il est alors muté à Grenoble où il a l'honneur, en 1860, de recevoir le couple impérial en vue de se voir redonner du prestige. Il est décédé en fonction,.

## Distinctions
Oscar Massy est officier de la Légion d'honneur, officier de l'Instruction publique, commandeur de l’ordre d'Isabelle la Catholique (Espagne) et de l’ordre de Saint-Grégoire-le-Grand (Saint-Siège).

## Sources bibliographiques
Sur Oscar Massy (par année de parution).
- Georges Bonnefoy, Histoire de l'administration civile dans la province d'Auvergne et le département du Puy-de-Dôme: depuis les temps les plus reculés jusqu'à nos jours, vol. 1,	ed. Lechevalier, 1895.
- Jean-Guy Daigle, La culture en partage : Grenoble et son élite au milieu du XIXe siècle, Éditions de l'Université d'Ottawa, 1977, 186 p..
- Jacques Aubert, Les Préfets en France: 1800-1940, Librairie Droz, 1978,  (ISBN 2600033815).
- René Bargeton, Les Préfets du 11 ventôse an VIII au 4 septembre 1870, Archives nationales, 1981, 423 p..
- Notice « Massy (Pardoux, Charles, Oscar, baron) » (1810-1862), page 505 in Archives nationales (France) (répertoire nominatif par Christiane Lamoussière, revu et complété par Patrick Laharie ; répertoire territorial et introduction par Patrick Laharie), Le personnel de l’administration préfectorale, 1800-1880, Paris : Centre historique des Archives nationales, 1998, 1159 pages, 27 cm,  (ISBN 2-86000-271-5).
- Jacques de Roquemaurel, Famille Massy, 2009 (lire en ligne).

Sur Oscar Massy et l'affaire de Lourdes (par année de parution).
- Henri Lasserre, Notre-Dame de Lourdes, Éditions Sanard, 1892, 186 p..
- Abbé Moniquet, « Les origines de Notre-Dame de Lourdes », La revue du Monde Catholique, no 3,‎ 1er août 1900 (lire en ligne).
- René Laurentin et Bernard Billet, Procès de Lourdes, l'enquête épiscopale : Lourdes, dossier des documents authentiques, vol. 5, Éditions Jean-Claude Lattès, 1959.
- André Frossard, Les grands bergers : d'Abraham à Karl Marx, Paris, Éditions Desclée de Brouwer, 1992, 170 p. (ISBN 2-220-03278-7).
- Ruth Harris, Lourdes : la grande histoire des apparitions, des pèlerinages et des guérisons, vol. 5, Éditions P. Lethielleux, 2001, p. 160.